# Saint-Guillaume-Nord
Pour les articles homonymes, voir Saint-Guillaume.
Saint-Guillaume-Nord est un territoire non organisé situé dans la municipalité régionale de comté de la Matawinie, dans la région administrative de Lanaudière, au Québec.

## Géographie
Le territoire non organisé de Saint-Guillaume-Nord a une superficie de 754.67 km2.

## Toponymie
Il est nommé en l'honneur de l'évêque Joseph-Guillaume-Laurent Forbes.

## Démographie
| 2001 | 2006 | 2011 | 2016 |
| ---- | ---- | ---- | ---- |
| 58   | 108  | 65   | 87   |